# Cymoriza fulvobasalis
Cymoriza fulvobasalis là một loài bướm đêm trong họ Crambidae.